# تجمع وادي حرس (زمنخ ومنوخ)

تعديل مصدري - تعديل

تجمع وادي حرس هي إحدى قرى عزلة زمنح ومنوخ بمديرية زمنخ ومنوخ التابعة لمحافظة حضرموت، بلغ تعداد سكانها 50 نسمة حسب تعداد اليمن لعام 2004.